# Очі молодості
Очі молодості (англ. Eyes of Youth) — американська драма режисера Альберта Паркера 1919 року.

## Сюжет
Показано молоду жінку на роздоріжжі, і до чого приведе кожний її вибір в майбутньому.

## У ролях
- Клара Кімболл Янг — Джина Ешлінг
- Гарет Хьюз — Кеннет Ешлінг
- Полін Старк — Ріта Ешлінг
- Сем Саузерн — містер Ешлінг
- Едмунд Лоу — Пітер Джадсон
- Ральф Льюїс — Роберт Герінг
- Мілтон Сіллс — Луї Ентоні
- Вінсент Серрано — Йог
- Вільям Кортлі — Паоло Сальво
- Норман Шелбі — Дік Браунелл
- Рудольф Валентіно — Кларенс Морган